# Lepidophloios
Lepidophloios é um gênero extinto da família Lepidodendraceae e da ordem lepidodendrales. Esse gênero se reproduzia por esporos e prosperou durante o período Carbonífero da era Paleozoica.

## Morfologia e Ecologia
Morfologia
Lepidophloios crescia até 40 metros (130 pés) de altura e 2 metros (cerca de 7 pés) de diâmetro. Durante os estágios juvenis, este gênero crescia como tronco reto e único, como um pilar. Com uma série de folhas longas e finas que brotavam perto da ponta de crescimento. À medida que o gênero crescia, ele soltava folhas das partes mais antigas do caule, deixando cicatrizes nas folhas chamadas de Almofadas foliares. Os caules eram caracterizados por um delgado fio central de madeira e uma casca espessa . Chamada de Stigmaria. as partes subterrâneas da planta se assemelhava à raízes, porém, não são consideradas raízes verdadeias. A forma das bases das folhas e a disposição de seus filamentos vasculares distinguem os diferentes gêneros da ordem Lepidodendrales.

Ecologia
Lepidophloios se reproduzia por esporos, chamados megásporos dando origem ao gametófito feminino (produtor de óvulos) e micrósporos dando origem ao gametófito masculino (produtor de esperma). Este gênero envolvia seu megasporângio em uma camada de tecido muito semelhante à das plantas com sementes, Essa característica, no entanto, foi derivada de forma independente na linhagem das Licófitas do período.  este gênero vivia nos extensos pântanos formadores de turfa do período carbonífero. Porém, infelizmente, foi extinto quando esses pântanos desapareceram devido às Evento do Colapso das Florestas do Carbonífero.

## distribuição dos fósseis
O gênero lepidophloios vivia em ambientes úmidos e pantânosos, semelhante à outros gêneros da ordem lepidodendrales. Os fósseis foram encontrados em diversos países, sendo 18 espécimes encontrados nos Estados Unidos, 4 espécimes encontrados no Canadá,  3 espécimes encontrados na Inglaterra, 4 espécimes encontrados na Escócia, 1  espécime encontrado na Bélgica e 1 espécime Encontrado na Alemanha.

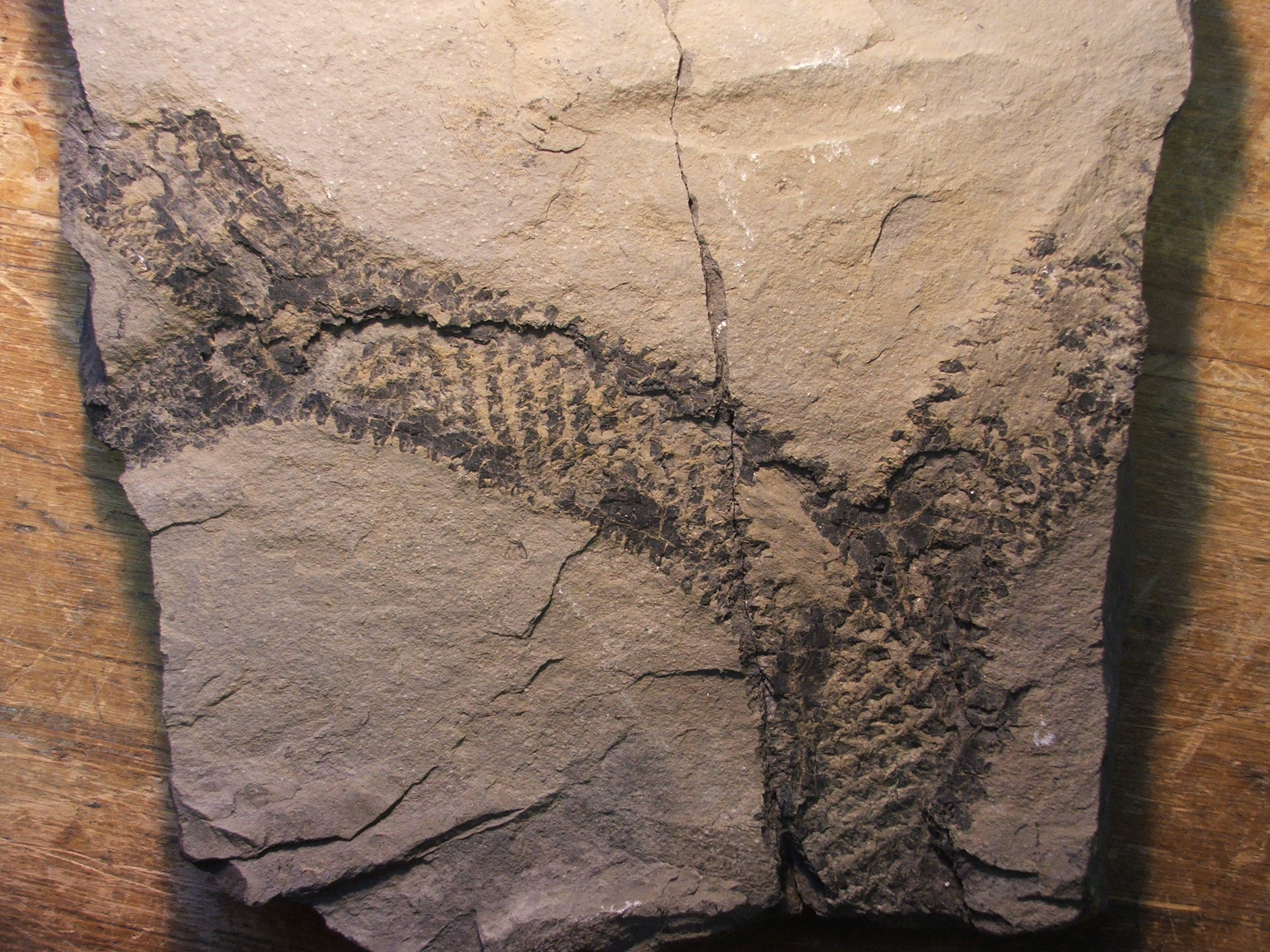
Fóssil de lepidophloios mostrando suas almofadas foliares